# Списък с филмите на „Уолт Дисни Пикчърс“
Това е списък с филмите, продуцирани или пуснати под банера на Уолт Дисни Пикчърс (известен като това след 1983 г., с първото му издание, „Не плачи, вълко“) и филмите са пуснати преди това под бившето име на дъщерната компания, Walt Disney Productions (1929 – 1983). Някои от филмите са вписани в списъка тук, които са разпространени театрално от Съединените щати от разпространяващото подразпределение на компанията, Уолт Дисни Студиос Моушън Пикчърс (известен като бившите Buena Vista Distribution Company [1953 – 1987] и Buena Vista Pictures Distribution [1987 – 2007]). Пълнометражните филми на Дисни са продуцирани преди „Живата пустиня“ (1953), те са оригинално разпространени от RKO Radio Pictures, а сега те са разпространени от Уолт Дисни Студиос Моушън Пикчърс. Някои от филмите са продуцирани от Уолт Дисни Пикчърс, които също са пуснати чрез стрийминг услугата на компанията, Дисни+.   ПЕС патрул
Този списък е организиран от датата на пускане и съдържа игрални пълнометражни филми (включително театрални и стрийминг издания), анимационни пълнометражни филми (включително филми, разработени и продуцирани от Уолт Дисни Анимейшън Студиос и Пиксар Анимейшън Студиос, и документални филми (включително заглавие от поредицата True-Life Adventures и филми, продуцирани под лейбъла на Disneynature).

### 1930-те и 40-те години
| Премиера             | Заглавие                                     | Бележки                                                                     |
| -------------------- | -------------------------------------------- | --------------------------------------------------------------------------- |
| 19 май 1937 г.       | Academy Award Review of Walt Disney Cartoons | антологичен филм разпространен от United Artists                            |
| 21 декември 1937 г.  | Снежанка и седемте джуджета                  | първият филм, който е разпространен от RKO Radio Pictures                   |
| 7 февруари 1940 г.   | Пинокио                                      |                                                                             |
| 13 ноември 1940 г.   | Фантазия                                     | антологичен филм                                                            |
| 20 юни 1941 г.       | Неохотният дракон                            | измислено турне из студиото на Дисни                                        |
| 23 октомври 1941 г.  | Дъмбо                                        |                                                                             |
| 13 август 1942 г.    | Бамби                                        |                                                                             |
| 6 февруари 1943 г.   | Привет, приятели!                            | антологичен филм                                                            |
| 17 юли 1943 г.       | Свобода чрез въздушната сила                 | документален филм, с използване на анимация разпространен от United Artists |
| 3 февруари 1945 г.   | Тримата кабалерос                            | антологичен филм                                                            |
| 20 април 1946 г.     | Направи своята музика                        | антологичен филм                                                            |
| 12 ноември 1946 г.   | Песен на Юга                                 |                                                                             |
| 27 септември 1947 г. | Веселби и безгрижие                          | антологичен филм                                                            |
| 27 май 1948 г.       | Време за мелодии                             | антологичен филм                                                            |
| 29 ноември 1948 г.   | Толкова скъп на сърцето ми                   |                                                                             |
| 5 октомври 1949 г.   | Приключенията на Икебода и мистър Тода       | антологичен филм                                                            |

### 1950-те години
| Премиера             | Заглавие                                          | Бележки                                                                                                   |
| -------------------- | ------------------------------------------------- | --- |
| 15 февруари 1950 г.  | Пепеляшка                                         | |
| 29 юли 1950 г.       | Островът на съкровищата                           | продуциран е от RKO-Walt Disney British Productions.                                                      |
| 28 юли 1951 г.       | Алиса в Страната на чудесата                      | |
| 26 юни 1952 г.       | Историята на Робин Худ и неговата весела компания | продуциран е от RKO-Walt Disney British Productions.                                                      |
| 5 февруари 1953 г.   | Питър Пан                                         | |
| 23 юли 1953 г.       | Мечът и розата                                    | продуциран е от RKO-Walt Disney British Productions                                                       |
| 10 ноември 1953 г.   | Живата пустиня                                    | Първият филм, разпространен от Buena Vista                                                                |
| 27 февруари 1954 г.  | Роб Рой                                           | Продуциран е от RKO-Walt Disney British Productions. последният филм, разпространен от RKO Radio Pictures |
| 16 август 1954 г.    | Изчезващата прерия                                | |
| 23 декември 1954 г.  | 20,000 левги под водата                           | |
| 25 май 1955 г.       | Дейви Крокет, кралят на дивия фронт               | компилационен филм                                                                                        |
| 22 юни 1955 г.       | Лейди и Скитника                                  | |
| 14 септември 1955 г. | Африканският лъв                                  | |
| 22 декември 1955 г.  | The Littlest Outlaw                               | |
| 8 юни 1956 г.        | Голямото преследване                              | |
| 18 юли 1956 г.       | Дейви Крокет и пиратите от реката                 | компилационен филм                                                                                        |
| 6 ноември 1956 г.    | Тайните на живота                                 | |
| 20 декември 1956 г.  | Westward Ho the Wagons!                           | |
| 19 юни 1957 г.       | Джони Тримейн                                     | |
| 28 август 1957 г.    | Пери                                              | |
| 25 декември 1957 г.  | Стария Йелър                                      | |
| 8 юли 1958 г.        | Светлина в гората                                 | |
| 12 август 1958 г.    | Бяла пустош                                       | |
| 25 декември 1958 г.  | Тонка                                             | |
| 29 януари 1959 г.    | Спящата красавица                                 | |
| 19 март 1959 г.      | Човекът-куче                                      | |
| 26 юни 1959 г.       | Дарби О'Гил и малките хора                        | |
| 10 септември 1959 г. | Отмъстителя Зоро                                  | Пуснат в европейските кина през 1959 г.                                                                   |
| 10 ноември 1959 г.   | Третия човек от планината                         | |

### 1960-те години
| Заглавие             | Премиера                                         | Бележки                                                                                         |
| -------------------- | ------------------------------------------------ | ----------------------------------------------------------------------------------------------- |
| 21 януари 1960 г.    | Тоби Тайлър                                      |                                                                                                 |
| 24 февруари 1960 г.  | Отвлечени                                        |                                                                                                 |
| 19 май 1960 г.       | Полиана                                          |                                                                                                 |
| 11 юни 1960 г.       | Знакът на Зоро                                   | Пуснат по европейските кина през 1958 г.                                                        |
| 10 август 1960 г.    | Господарят на джунглата                          |                                                                                                 |
| 1 ноември 1960 г.    | Ten Who Dared                                    |                                                                                                 |
| 21 декември 1960 г.  | Семейство Робинзон                               |                                                                                                 |
| 25 януари 1961 г.    | Сто и един далматинци                            |                                                                                                 |
| 16 март 1961 г.      | Разсеният професор                               |                                                                                                 |
| 21 юни 1961 г.       | Капан за родители                                |                                                                                                 |
| 12 юли 1961 г.       | Ники: Дивото куче от Севера                      |                                                                                                 |
| 17 юли 1961 г.       | Боби Францисканеца                               |                                                                                                 |
| 14 декември 1961 г.  | Babes in Toyland                                 |                                                                                                 |
| 5 април 1962 г.      | Лунният пилот                                    |                                                                                                 |
| 17 май 1962 г.       | Бон Воаяж!                                       |                                                                                                 |
| 6 юни 1962 г.        | Големият Ред                                     |                                                                                                 |
| 26 септември 1962 г. | Почти ангели                                     |                                                                                                 |
| 7 ноември 1962 г.    | Легендата за Лобо                                |                                                                                                 |
| 21 декември 1962 г.  | В търсене на крайбрежието                        |                                                                                                 |
| 16 януари 1963 г.    | Синът на Флабър                                  |                                                                                                 |
| 29 март 1963 г.      | Чудото на белите жребци                          |                                                                                                 |
| 1 юни 1963 г.        | Savage Sam                                       |                                                                                                 |
| 7 юли 1963 г.        | Лятна магия                                      |                                                                                                 |
| 20 ноември 1963 г.   | Невероятното пътуване                            |                                                                                                 |
| 25 декември 1963 г.  | Мечът в камъка                                   |                                                                                                 |
| 12 март 1964 г.      | Разходките на тигъра                             |                                                                                                 |
| 25 март 1964 г.      | Приключенията на Мерлин Джоунс                   |                                                                                                 |
| 4 юни 1964 г.        | Трите живота на Томасина                         |                                                                                                 |
| 8 юли 1964 г.        | The Moon-Spinners                                |                                                                                                 |
| 29 август 1964 г.    | Мери Попинз                                      | номинация Оскар за най-добър филм награда Златен глобус за най-добър филм – мюзикъл или комедия |
| 10 ноември 1964 г.   | Тези Калоуей                                     |                                                                                                 |
| 18 декември 1964 г.  | Емил и детективите                               |                                                                                                 |
| 18 август 1965 г.    | Чичото на маймуната                              |                                                                                                 |
| 2 декември 1965 г.   | Тази проклета котка!                             |                                                                                                 |
| 16 февруари 1966 г.  | Грозният дакел                                   |                                                                                                 |
| 29 юли 1966 г.       | Лейтенант Робин Крузо                            |                                                                                                 |
| 1 октомври 1966 г.   | Борбеният принц от Донегал                       |                                                                                                 |
| 1 декември 1966 г.   | Последвайте ме, момчета!                         |                                                                                                 |
| 8 февруари 1967 г.   | Маймуни, прибирайте се!                          |                                                                                                 |
| 8 март 1967 г.       | Приключенията на Бълуип Грифин                   |                                                                                                 |
| 19 юли 1967 г.       | Гномобилът                                       |                                                                                                 |
| 18 октомври 1967 г.  | Книга за джунглата                               |                                                                                                 |
| 18 октомври 1967 г.  | Чарли, самотната пума                            |                                                                                                 |
| 30 ноември 1967 г.   | Най-щастливият милионер                          | последният филм с персоналното участие от Уолт Дисни, който умира по време на продукцията       |
| 8 февруари 1968 г.   | Призракът на черната брада                       |                                                                                                 |
| 21 март 1968 г.      | Единствената, истинска, оригинална семейна група |                                                                                                 |
| 26 юни 1968 г.       | Never a Dull Moment                              |                                                                                                 |
| 20 декември 1968 г.  | Конят в синия фланелен костюм                    |                                                                                                 |
| 24 декември 1968 г.  | Любовната буболечка                              |                                                                                                 |
| 21 март 1969 г.      | Смит!                                            |                                                                                                 |
| 11 юни 1969 г.       | Калпазанинът                                     |                                                                                                 |
| 24 декември 1969 г.  | Компютърът носи обувки за тенис                  |                                                                                                 |

### 1970-те години
| Премиера            | Заглавие                                       | Бележки                                                                                 |
| ------------------- | ---------------------------------------------- | --------------------------------------------------------------------------------------- |
| 11 февруари 1970 г. | Кралят на гризлитата                           |                                                                                         |
| 1 юли 1970 г.       | Ботаниките                                     |                                                                                         |
| 15 декември 1970 г. | Дивата държава                                 |                                                                                         |
| 24 декември 1970 г. | Аристокотките                                  |                                                                                         |
| 17 март 1971 г.     | Босоногият директор                            |                                                                                         |
| 22 юни 1971 г.      | Скандалният Джон                               |                                                                                         |
| 30 юни 1971 г.      | Патица за милион долара                        |                                                                                         |
| 13 декември 1971 г. | Вещицата с летящото легло                      |                                                                                         |
| 22 март 1972 г.     | The Biscuit Eater                              |                                                                                         |
| 12 юли 1972 г.      | Сега го виждаш, а сега не го виждаш            |                                                                                         |
| 19 юли 1972 г.      | Наполеон и Саманта                             |                                                                                         |
| 18 октомври 1972 г. | Бягай, Кугър, бягай!                           |                                                                                         |
| 22 декември 1972 г. | Експрес на снежните топки                      |                                                                                         |
| 14 февруари 1973 г. | Най-великият атлет на света                    |                                                                                         |
| 23 март 1973 г.     | Чарли и ангелът                                |                                                                                         |
| 20 юни 1973 г.      | Един малък индианец                            |                                                                                         |
| 8 ноември 1973 г.   | Робин Худ                                      |                                                                                         |
| 14 декември 1973 г. | Идеалният татко                                |                                                                                         |
| 6 юни 1974 г.       | Хърби отново на път                            |                                                                                         |
| 31 юли 1974 г.      | Мечките и аз                                   |                                                                                         |
| 1 август 1974 г.    | Отхвърленият каубой                            |                                                                                         |
| 20 декември 1974 г. | Островът на върха на света                     |                                                                                         |
| 6 февруари 1975 г.  | Най-силният мъж на света                       |                                                                                         |
| 21 март 1975 г.     | Бягство в планината на вещиците                |                                                                                         |
| 1 юли 1975 г.       | The Apple Dumpling Gang                        |                                                                                         |
| 9 юли 1975 г.       | Един от нашите динозаври е изгубен             |                                                                                         |
| 8 октомври 1975 г.  | The Best of Walt Disney's True-Life Adventures | компилационен филм с акцентите от поредицата True-Life Adventures                       |
| 25 декември 1975 г. | Да яздиш диво пони                             |                                                                                         |
| 5 февруари 1976 г.  | Няма депозит, няма връщане                     |                                                                                         |
| 1 юли 1976 г.       | Съкровището на Матекумбе                       |                                                                                         |
| 7 юли 1976 г.       | Гюс                                            |                                                                                         |
| 17 декември 1976 г. | The Shaggy D.A.                                |                                                                                         |
| 17 декември 1976 г. | Шантав петък                                   |                                                                                         |
| 11 март 1977 г.     | Малките крадци на коне                         | пуснат по европейските кина през 1976 г. като „Бягство от мрака“ (Escape from the Dark) |
| 11 март 1977 г.     | Многото приключения на Мечо Пух                | антологичен филм                                                                        |
| 22 юни 1977 г.      | Спасителите                                    |                                                                                         |
| 24 юни 1977 г.      | Хърби отива в Монте Карло                      |                                                                                         |
| 3 ноември 1977 г.   | Драконът, моят приятел                         |                                                                                         |
| 16 декември 1977 г. | Имението Кендълшу                              |                                                                                         |
| 10 март 1978 г.     | Завръщане от планината на вещиците             |                                                                                         |
| 9 юни 1978 г.       | Котката от другата вселена                     |                                                                                         |
| 5 юли 1978 г.       | Горещият водач и студените крака               |                                                                                         |
| 9 февруари 1979 г.  | The North Avenue Irregulars                    |                                                                                         |
| 27 юни 1979 г.      | The Apple Dumpling Gang Rides Again            |                                                                                         |
| 26 юли 1979 г.      | Идентифициран летящ чудак                      |                                                                                         |
| 21 декември 1979 г. | Черната дупка                                  |                                                                                         |

### 1980-те години
| Премиера             | Заглавие                          | Бележки |
| -------------------- | --------------------------------- | --- |
| 8 февруари 1980 г.   | Среднощна лудница                 | |
| 17 април 1980 г.     | Наблюдателят в горите             | |
| 25 юни 1980 г.       | Хърби пощурява                    | |
| 25 юни 1980 г.       | Последният полет на Ноевия ковчег | |
| 12 декември 1980 г.  | Попай                             | копродукция с Paramount Pictures |
| 6 март 1981 г.       | Дяволът и Макс Девлин             | |
| 20 март 1981 г.      | Ейми                              | |
| 26 юни 1981 г.       | Убиецът на дракони                | копродукция с Paramount Pictures |
| 10 юли 1981 г.       | Лисицата и хрътката               | |
| 7 август 1981 г.     | Кондормен                         | |
| 5 февруари 1982 г.   | Нощното пресичане                 | |
| 9 юли 1982 г.        | Трон                              | копродукция с Lisberger/Kushner Productions                                                                                             |
| 30 юли 1982 г.       | Текс                              | |
| 11 март 1983 г.      | Плащ                              | |
| 29 април 1983 г.     | Нещо зло се задава                | копродукция с The Bryna Company последният филм, вписан като Walt Disney Productions                                                    |
| 7 октомври 1983 г.   | Не плачи, вълко!                  | копродукция с Amarok Productions Ltd. последният филм, вписан като Walt Disney Pictures                                                 |
| 21 юни 1985 г.       | Завръщане в Оз                    | копродукция с Silver Screen Partners II първият филм, който използва логото през 1985 г.                                                |
| 24 юли 1985 г.       | Черният казан                     | копродукция с Walt Disney Feature Animation и Silver Screen Partners II                                                                 |
| 27 септември 1985 г. | Пътешествието на Нати Ган         | копродукция с Silver Screen Partners II                                                                                                 |
| 22 ноември 1985 г.   | Една вълшебна Коледа              | копродукция с Silver Screen Partners II и Telefilm Canada                                                                               |
| 2 юли 1986 г.        | Базил, великият мишок детектив    | копродукция с Walt Disney Feature Animation и Silver Screen Partners II                                                                 |
| 30 юли 1986 г.       | Полетът на навигатора             | копродукция с Producers Sales Organization и New Star Entertainment                                                                     |
| 17 юни 1987 г.       | В търсене на Бенджи               | копродукция с Silver Screen Partners III и Mulberry Square Productions                                                                  |
| 15 април 1988 г.     | Завръщане към снежната река       | копродукция с Silver Screen Partners III, Burrowes Film Group и The Hoyts Group                                                         |
| 18 ноември 1988 г.   | Оливър и компания                 | копродукция с Walt Disney Feature Animation и Silver Screen Partners III                                                                |
| 23 юни 1989 г.       | Скъпа, смалих децата              | копродукция с Silver Screen Partners III                                                                                                |
| 18 август 1989 г.    | Гепардът                          | копродукция с Silver Screen Partners III                                                                                                |
| 17 ноември 1989 г.   | Малката русалка                   | номинация Златен глобус за най-добър филм – мюзикъл или комедия копродукция с Walt Disney Feature Animation и Silver Screen Partners IV |

### 1990-те години
| Премиера             | Заглавие                                         | Бележки |
| -------------------- | ------------------------------------------------ | --- |
| 3 август 1990 г.     | Патешки истории: Съкровището на изгубената лампа | копродукция с Disney MovieToons първият филм на Disney MovieToons |
| 16 ноември 1990 г.   | Спасителите в Австралия                          | копродукция с Walt Disney Feature Animation и Silver Screen Partners IV                                                                                                 |
| 18 януари 1991 г.    | Белият зъб                                       | Silver Screen Partners IV и Hybrid Productions Inc. |
| 1 март 1991 г.       | Корабокрушение                                   | копродукция с AB Svensk Filmindustri |
| 24 май 1991 г.       | Wild Hearts Can't Be Broken                      | копродукция с Silver Screen Partners IV и Pegasus Entertainment |
| 21 юни 1991 г.       | Човекът ракета                                   | пуснат под Walt Disney Pictures единствено в Северна Америка копродукция с Silver Screen Partners IV и The Gordon Company пунсат под етикета Touchstone Pictures        |
| 22 ноември 1991 г.   | Красавицата и звярът                             | копродукция с Walt Disney Feature Animation и Silver Screen Partners IV номинация Оскар за най-добър филм награда Златен глобус за най-добър филм – мюзикъл или комедия |
| 10 април 1992 г.     | Newsies                                          | копродукция с Touchwood Pacific Partners |
| 17 юли 1992 г.       | Скъпа, уголемих детето                           | копродукция с Touchwood Pacific Partners |
| 2 октомври 1992 г.   | Великите патета                                  | копродукция с Touchwood Pacific Partners и Avnet–Kerner Productions |
| 25 ноември 1992 г.   | Аладин                                           | копродукция с Walt Disney Feature Animation номинация Златен глобус за най-добър филм – мюзикъл или комедия                                                             |
| 11 декември 1992 г.  | Коледната песен на мъпетите                      | копродукция с Jim Henson Productions |
| 3 февруари 1993 г.   | Невероятното пътуване към дома                   | копродукция с Touchwood Pacific Partners |
| 12 март 1993 г.      | Далечна земя                                     | копродукция с Touchwood Pacific Partners и Amblin Entertainment |
| 2 април 1993 г.      | Приключенията на Хък Фин                         | |
| 16 юли 1993 г.       | Фокус-мокус                                      | |
| 1 октомври 1993 г.   | Леден болид                                      | |
| 12 ноември 1993 г.   | Тримата мускетари                                | копродукция с Caravan Pictures и Avnet-Kerner Productions |
| 14 януари 1994 г.    | Железният Уил                                    | |
| 11 февруари 1994 г.  | Празен чек                                       | |
| 25 март 1994 г.      | Великите патета 2                                | копродукция с Avnet–Kerner Productions |
| 15 април 1994 г.     | Белия зъб 2: Митът за белия вълк                 | |
| 15 юни 1994 г.       | Цар лъв                                          | копродукция с Walt Disney Feature Animation награда Златен глобус за най-добър филм – мюзикъл или комедия                                                               |
| 15 юли 1994 г.       | Ангели на игрището                               | копродукция с Caravan Pictures |
| 28 октомври 1994 г.  | Скуанто: Легендата за война                      | |
| 11 ноември 1994 г.   | Договор за Дядо Коледа                           | копродукция с Hollywood Pictures и Outlaw Productions |
| 25 декември 1994 г.  | Книга за джунглата                               | копродукция с Baloo Productions and Jungle Book Films |
| 17 февруари 1995 г.  | Дебелаци                                         | копродукция с Caravan Pictures |
| 3 март 1995 г.       | Мъжът вкъщи                                      | копродукция с All Girl Productions и Orr & Cruickshank Productions |
| 24 март 1995 г.      | Небивалица                                       | копродукция с Caravan Pictures |
| 7 април 1995 г.      | Гуфи                                             | копродукция с Disney MovieToons |
| 23 юни 1995 г.       | Покахонтас                                       | копродукция с Walt Disney Feature Animation |
| 28 юли 1995 г.       | Операция Дъмбо Дроп                              | копродукция с Interscope Communications и PolyGram Filmed Entertainment                                                                                                 |
| 11 август 1995 г.    | Едно хлапе в двора на крал Артур                 | копродукция с Trimark Pictures и Tapestry Films |
| 29 септември 1995 г. | The Big Green                                    | копродукция с Caravan Pictures |
| 20 октомври 1995 г.  | Франк и Оли                                      | |
| 22 ноември 1995 г.   | Играта на играчките                              | копродукция с Pixar Animation Studios (първият му филм) награда Златен глобус за най-добър филм – мюзикъл или комедия                                                   |
| 22 декември 1995 г.  | Том и Хък                                        | |
| 16 февруари 1996 г.  | Мъпетският остров на съкровищата                 | копродукция с Jim Henson Productions |
| 8 март 1996 г.       | Изгубени в Сан Франциско                         | |
| 12 април 1996 г.     | Джеймс и гигантската праскова                    | копродукция с Skellington Productions и Allied Filmmakers |
| 21 юни 1996 г.       | Гърбушкото от Нотр Дам                           | копродукция с Walt Disney Feature Animation |
| 30 август 1996 г.    | Първото дете                                     | копродукция с Caravan Pictures |
| 4 октомври 1996 г.   | Великите патета 3                                | копродукция с Avnet–Kerner Productions |
| 27 ноември 1996 г.   | 101 далматинци                                   | копродукция с Great Oaks |
| 14 февруари 1997 г.  | Тази проклета котка                              | копродукция с Robert Simonds Productions |
| 7 март 1997 г.       | Джунгла в джунглата                              | TF1 |
| 18 март 1997 г.      | Honey, We Shrunk Ourselves ‡                     | |
| 27 юни 1997 г.       | Херкулес                                         | копродукция с Walt Disney Feature Animation |
| 16 юли 1997 г.       | Човекът от джунглата                             | копродукция с Mandeville Films и Avnet-Kerner Productions |
| 1 август 1997 г.     | Въздушният Бъд                                   | копродукция с Keystone Entertainment |
| 10 октомври 1997 г.  | Рокетмен                                         | копродукция с Caravan Pictures и Roger Birnbaum Productions |
| 26 ноември 1997 г.   | Флабър                                           | копродукция с Great Oaks |
| 25 декември 1997 г.  | Господин Магу                                    | копродукция с UPA Productions |
| 27 март 1998 г.      | Риби на сухо                                     | копродукция с DIC Entertainment и Peak Productions |
| 19 юни 1998 г.       | Мулан                                            | копродукция с Walt Disney Feature Animation |
| 29 юли 1998 г.       | Капан за родители                                | |
| 29 септември 1998 г. | Книга за джунглата: Историята на Маугли ‡        | |
| 13 ноември 1998 г.   | У дома за Коледа                                 | копродукция с Mandeville Films |
| 25 ноември 1998 г.   | Приключението на бръмбарите                      | копродукция с Pixar Animation Studios |
| 25 декември 1998 г.  | Могъщият Джо Янг                                 | копродукция с RKO Pictures и The Jacobson Company |
| 12 февруари 1999 г.  | Моят любим марсианец                             | |
| 26 март 1999 г.      | Doug's 1st Movie                                 | копродукция с Walt Disney Television Animation, Jumbo Pictures и A. Film A/S                                                                                            |
| 14 май 1999 г.       | Издръжливост                                     | |
| 18 юни 1999 г.       | Тарзан                                           | копродукция с Walt Disney Feature Animation |
| 23 юли 1999 г.       | Инспектор Гаджет                                 | копродукция с Caravan Pictures, DIC Entertainment, Avnet–Kerner Productions и Roger Birnbaum Productions                                                                |
| 15 октомври 1999 г.  | Силната история                                  | копродукция с Asymmetrical Productions, FilmFour, Ciby 2000, Le Studio Canal+, Canal+                                                                                   |
| 24 ноември 1999 г.   | Играта на играчките 2                            | копродукция с Pixar Animation Studios награда Златен глобус за най-добър филм – мюзикъл или комедия                                                                     |

### 2000-те години
| Премиера             | Заглавие                                                       | Бележки |
| -------------------- | -------------------------------------------------------------- | --- |
| 11 февруари 2000 г.  | Тигър                                                          | копродукция с Disney MovieToons, Walt Disney Television Animation и Walt Disney Animation Japan                                                                                       |
| 10 март 2000 г.      | Whispers: An Elephant's Tale                                   | |
| 19 май 2000 г.       | Динозавър                                                      | копродукция с Walt Disney Feature Animation и The Secret Lab първият филм, който използва логото през 2000 г.                                                                         |
| 16 юни 2000 г.       | Фантазия 2000                                                  | копродукция с Walt Disney Feature Animation |
| 7 юли 2000 г.        | Хлапакът                                                       | копродукция с Junction Entertainment |
| 19 септември 2000 г. | Малката русалка 2: Завръщане в морето ‡                        | копродукция с Walt Disney Television Animation и Disney Video Premiere |
| 29 септември 2000 г. | Помни титаните                                                 | копродукция с Jerry Bruckheimer Films и Technical Black Films |
| 22 ноември 2000 г.   | 102 далматинци                                                 | |
| 15 декември 2000 г.  | Омагьосаният император                                         | копродукция с Walt Disney Feature Animation |
| 16 февруари 2001 г.  | Ваканцията: Строго забранена                                   | копродукция с Walt Disney Television Animation и Paul & Joe Productions |
| 27 февруари 2001 г.  | Лейди и Скитника 2: Приключенията на Скамп ‡                   | копродукция с DisneyMovie Toons |
| 15 юни 2001 г.       | Атлантида: Изгубената империя                                  | копродукция с Walt Disney Feature Animation |
| 3 август 2001 г.     | Дневниците на принцесата                                       | копродукция с BrownHouse Productions |
| 5 октомври 2001 г.   | Големият удар на Макс Кийбъл                                   | копродукция с Karz Entertainment |
| 2 ноември 2001 г.    | Таласъми ООД                                                   | копродукция с Pixar Animation Studios номинация Оскар за най-добър пълнометражен анимационен филм                                                                                     |
| 6 ноември 2001 г.    | Вълшебната Коледа на Мики ‡                                    | копродукция с Walt Disney Television Animation |
| 18 януари 2002 г.    | Снежни кучета                                                  | копродукция с The Kerner Entertainment Company |
| 15 февруари 2002 г.  | Питър Пан: Завръщане в Невърленд                               | копродукция с Disney MovieToons и A. Film A/S |
| 26 февруари 2002 г.  | Пепеляшка II: Мечтите се сбъдват ‡                             | копродукция с Walt Disney Television Animation |
| 19 март 2002 г.      | Гърбушкото от Нотр Дам II ‡                                    | копродукция с Walt Disney Television Animation |
| 29 март 2002 г.      | Дебютантът                                                     | копродукция с Gran Via Productions |
| 21 юни 2002 г.       | Лило и Стич                                                    | копродукция с Walt Disney Feature Animation |
| 26 юли 2002 г.       | Кънтри Беърс                                                   | копродукция с Gunn Films |
| 20 септември 2002 г. | Отнесена от духовете                                           | единствено разпространение, продуциран от Studio Ghibli награда Оскар за най-добър пълнометражен анимационен филм                                                                     |
| 11 октомври 2002 г.  | Безсмъртните Тък                                               | копродукция с Scholastic Entertainment |
| 1 ноември 2002 г.    | Договор за Дядо Коледа 2                                       | копродукция с Outlaw Productions и Boxing Cat Films |
| 27 ноември 2002 г.   | Планетата на съкровищата                                       | копродукция с Walt Disney Feature Animation |
| 21 януари 2003 г.    | 101 далматинци II: Приключението на Пач в Лондон ‡             | копродукция с Disney MovieToons and Walt Disney Television Animation |
| 14 февруари 2003 г.  | Книга за джунглата 2                                           | копродукция с DisneyToon Studios |
| 11 март 2003 г.      | Инспектор Гаджет 2 ‡                                           | копродукция с The Kerner Entertainment Company |
| 21 март 2003 г.      | Прасчо                                                         | копродукция с DisneyToon Studios и Munich Animation |
| 11 април 2003 г.     | Духове от бездната                                             | копродукция с Walden Media, Earthship Productions, Ascot Elite Entertainment Group, Golden Village, Telepool и UGC PH                                                                 |
| 18 април 2003 г.     | Семейно проклятие                                              | копродукция с Walden Media, Phoenix Pictures и Chicago Pacific Entertainment |
| 2 май 2003 г.        | Лизи Макгуайър: Поп звезда                                     | копродукция с Stan Rogow Productions |
| 30 май 2003 г.       | Търсенето на Немо                                              | копродукция с Pixar Animation Studios награда Оскар за най-добър пълнометражен анимационен филм номинация Златен глобус за най-добър филм – мюзикъл или комедия                       |
| 9 юли 2003 г.        | Карибски пирати: Проклятието на черната перла                  | копродукция с Jerry Bruckheimer Films |
| 6 август 2003 г.     | Шантав петък                                                   | копродукция с Gunn Films |
| 26 август 2003 г.    | Стич: Филмът ‡                                                 | копродукция с Walt Disney Television Animation |
| 21 октомври 2003 г.  | Човекът от джунглата 2 ‡                                       | копродукция с The Kerner Entertainment Company |
| 1 ноември 2003 г.    | Братът на мечката                                              | копродукция с Walt Disney Feature Animation |
| 26 ноември 2003 г.   | Привидения в замъка                                            | копродукция с Gunn Films |
| 25 декември 2003 г.  | Младият черен жребец                                           | копродукция с The Kennedy/Marshall Company |
| 16 януари 2004 г.    | Teacher's Pet                                                  | копродукция с Walt Disney Television Animation |
| 6 февруари 2004 г.   | Чудо                                                           | копродукция с Mayhem Pictures |
| 10 февруари 2004 г.  | Цар лъв 3: Хакуна матата ‡                                     | копродукция с DisneyToon Studios |
| 20 февруари 2004 г.  | Изповедта на една малолетна актриса                            | |
| 9 март 2004 г.       | Springtime with Roo ‡                                          | копродукция с DisneyToon Studios |
| 2 април 2004 г.      | Бандата на кравите                                             | копродукция с Walt Disney Feature Animation |
| 22 април 2004 г.     | Свещена планета                                                | |
| 16 юни 2004 г.       | Около света за 80 дни                                          | копродукция с Walden Media, Spanknyce Films, и Mostow/Lieberman Productions |
| 2 юли 2004 г.        | Сърцето и душата на Америка                                    | копродукция с Blacklight Films |
| 11 август 2004 г.    | Дневниците на принцесата 2: Кралски бъркотии                   | копродукция с Shondaland и Martin Chase Productions |
| 17 август 2004 г.    | Мики, Доналд, Гуфи: Тримата мускетари ‡                        | копродукция с DisneyToon Studios |
| 5 ноември 2004 г.    | Феноменалните                                                  | копродукция с Pixar Animation Studios награда Оскар за най-добър пълнометражен анимационен филм номинация Златен глобус за най-добър филм – мюзикъл или комедия                       |
| 9 декември 2004 г.   | Mickey's Twice Upon a Christmas ‡                              | копродукция с DisneyToon Studios |
| 19 декември 2004 г.  | Съкровището                                                    | копродукция с Jerry Bruckheimer Films, Junction Entertainment и Saturn Films |
| 28 януари 2005 г.    | Пришълци от дълбините                                          | копродукция с Walden Media и Earthship Productions |
| 1 февруари 2005 г.   | Мулан 2 ‡                                                      | копродукция с DisneyToon Studios |
| 11 февруари 2005 г.  | Слонбалон                                                      | копродукция с DisneyToon Studios |
| 4 март 2005 г.       | Умиротворителят                                                | копродукция с Spyglass Entertainment и Offspring Entertainment |
| 18 март 2005 г.      | Ледена принцеса                                                | копродукция с Bridget Johnson Films и Skate Away Productions |
| 14 юни 2005 г.       | Тарзан 2 ‡                                                     | копродукция с Disneytoon Studios и Toon City Animation |
| 22 юни 2005 г.       | Хърби: Зареден до дупка                                        | копродукция с Robert Simonds Productions |
| 10 юли 2005 г.       | Подвижният замък на Хоул                                       | копродукция с Studio Ghibli номинация Оскар за най-добър пълнометражен анимационен филм                                                                                               |
| 29 юли 2005 г.       | Школа за герои                                                 | копродукция с Gunn Films |
| 19 август 2005 г.    | Храбрият гълъб                                                 | копродукция с Vanguard Animation и Odyssey Entertainment |
| 30 август 2005 г.    | Лило и Стич 2: Стич има повреда ‡                              | копродукция с DisneyToon Studios |
| 13 септември 2005 г. | Pooh's Heffalump Halloween Movie ‡                             | копродукция с DisneyToon Studios |
| 30 септември 2005 г. | Най-великата игра                                              | копродукция с Fairway Films |
| 4 ноември 2005 г.    | Чикън Литъл                                                    | копродукция с Walt Disney Feature Animation |
| 9 декември 2005 г.   | Хрониките на Нарния: Лъвът, Вещицата и дрешникът               | копродукция с Walden Media |
| 13 декември 2005 г.  | Омагьосаният император 2: Новите приключения на Кронк ‡        | копродукция с DisneyToon Studios и Toon City Animation |
| 13 януари 2006 г.    | Пътят към славата                                              | копродукция с Jerry Bruckheimer Films, Texas Western Productions и Glory Road Productions                                                                                             |
| 27 януари 2006 г.    | Roving Mars                                                    | копродукция с The Kennedy/Marshall Company и White Mountain Films |
| 7 февруари 2006 г.   | Бамби 2 ‡                                                      | копродукция с DisneyToon Studios |
| 17 февруари 2006 г.  | Осем герои                                                     | копродукция с Spyglass Entertainment, Mandeville Films и The Kennedy/Marshall Company                                                                                                 |
| 10 март 2006 г.      | Човекът-куче                                                   | копродукция с Mandeville Films, Robert Simonds Productions и Boxing Cat Films |
| 14 април 2006 г.     | Див живот                                                      | копродукция с C.O.R.E. Feature Animation, Hoytyboy Pictures, Sir Zip Productions и Contrafilm последният филм, който използва логото през 2000 г.                                     |
| 9 юни 2006 г.        | Колите                                                         | копродукция с Pixar Animation Studios награда Златен глобус за най-добър анимационен филм                                                                                             |
| 27 юни 2006 г.       | Лерой и Стич ‡                                                 | копродукция с Walt Disney Television Animation |
| 7 юли 2006 г.        | Карибски пирати: Сандъкът на мъртвеца                          | копродукция с Jerry Bruckheimer Films първият филм, който използва логото през 2006 г.                                                                                                |
| 25 август 2006 г.    | Непобедимият                                                   | копродукция с Mayhem Pictures |
| 29 август 2006 г.    | Братът на мечката 2 ‡                                          | копродукция с DisneyToon Studios |
| 27 октомври 2006 г.  | Кошмарът преди Коледа 3D                                       | копродукция с Skellington Productions |
| 3 ноември 2006 г.    | Договор за Дядо Коледа 3: Избягалият Дядо Коледа               | копродукция с Outlaw Productions и Boxing Cat Productions |
| 12 декември 2006 г.  | Лисицата и хрътката 2 ‡                                        | копродукция с Disneytoon Studios последният филм, който използва логото през 1985 г.                                                                                                  |
| 6 февруари 2007 г.   | Пепеляшка 3: Вихъра на времето ‡                               | копродукция с DisneyToon Studios |
| 16 февруари 2007 г.  | Мост до Терабития                                              | копродукция с Summit Entertainment и Walden Media |
| 30 март 2007 г.      | Семейство Робинсън                                             | копродукция с Walt Disney Animation Studios |
| 25 май 2007 г.       | Карибски пирати: На края на света                              | копродукция с Jerry Bruckheimer Films |
| 29 юни 2007 г.       | Рататуи                                                        | копродукция с Pixar Animation Studios награда Оскар за най-добър пълнометражен анимационен филм награда Златен глобус за най-добър анимационен филм                                   |
| 29 юни 2007 г.       | Тайната на вълшебната кратуна *                                | Китайски филм копродукция с Centro Digital Pictures Limited |
| 3 август 2007 г.     | Аутсайдер                                                      | копродукция с Spyglass Entertainment, Classic Media и Maverick Films |
| 28 август 2007 г.    | Историята на Пиксар                                            | копродукция с Leslie Iwerks Productions |
| 28 септември 2007 г. | Игра по план                                                   | копродукция с Mayhem Pictures |
| 21 ноември 2007 г.   | Омагьосана                                                     | копродукция с Right Coast Entertainment, Josephson Entertainment и Andalasia Productions                                                                                              |
| 21 декември 2007 г.  | Съкровището: Книгата на тайните                                | копродукция с Jerry Bruckheimer Films, Junction Entertainment и Saturn Films |
| 1 февруари 2008 г.   | Хана Монтана и Майли Сайръс: По-доброто от световните концерти | копродукция с PACE |
| 7 март 2008 г.       | Бягство към колежа                                             | копродукция с Gunn Films |
| 16 май 2008 г.       | Хрониките на Нарния: Принц Каспиян                             | копродукция с Walden Media |
| 27 юни 2008 г.       | УОЛ-И                                                          | копродукция с Pixar Animation Studios награда Оскар за най-добър пълнометражен анимационен филм награда Златен глобус за най-добър анимационен филм                                   |
| 26 август 2008 г.    | Малката русалка: Началото на Ариел ‡                           | копродукция с DisneyToon Studios |
| 3 октомври 2008 г.   | Бевърли Хилс Чихуахуа                                          | копродукция с Mandeville Films |
| 17 октомври 2008 г.  | Утринна светлина                                               | |
| 24 октомври 2008 г.  | Училищен мюзикъл 3: На прага на колежа                         | копродукция с Borden и Rosenbush Entertainment |
| 24 октомври 2008 г.  | Уличният Ромео *                                               | копродукция с Walt Disney Pictures India, Yash Raj Films и Disney World Cinema |
| 28 октомври 2008 г.  | Камбанка                                                       | копродукция с DisneyToon Studios |
| 21 ноември 2008 г.   | Гръм                                                           | копродукция с Walt Disney Animation Studios номинация Оскар за най-добър пълнометражен анимационен филм номинация Златен глобус за най-добър анимационен филм                         |
| 25 декември 2008 г.  | Приказки за лека нощ                                           | копродукция с Gunn Films, Happy Madison Productions, Offspring Entertainment и Conman & Izzy Productions                                                                              |
| 27 февруари 2009 г.  | Джонас Брадърс: 3D концертът                                   | копродукция с Jonas Films |
| 13 март 2009 г.      | Планината на вещиците                                          | копродукция с Gunn Films |
| 10 април 2009 г.     | Хана Монтана: Филмът                                           | копродукция с It's a Laugh Productions и Millar Gough Ink |
| 22 април 2009 г.     | Земята                                                         | като Disneynature; BBC Natural History Unit, BBC Worldwide, Discovery Channel и Greenlight Media AG                                                                                   |
| 8 май 2009 г.        | Trail of the Panda                                             | копродукция с Disney World Cinema и Castle Hero Pictures |
| 22 май 2009 г.       | The Boys: The Sherman Brothers' Story                          | копродукция с Crescendo Productions, Red Hour Films, и Traveling Light |
| 29 май 2009 г.       | В небето                                                       | копродукция с Pixar Animation Studios номинация Оскар за най-добър филм награда Оскар за най-добър пълнометражен анимационен филм награда Златен глобус за най-добър анимационен филм |
| 12 юни 2009 г.       | Вещицата Лили: Драконът и вълшебната книга *                   | Немски филм |
| 24 юли 2009 г.       | G-Force: Специален отряд                                       | копродукция с Jerry Bruckheimer Films |
| 14 август 2009 г.    | Поньо от скалата край морето                                   | копродукция с Studio Ghibli |
| 9 септември 2009 г.  | Уолт и Ел Групо                                                | копродукция с Walt Disney Family Foundation Films и Theodore Thomas Productions |
| 29 октомври 2009 г.  | Книгата на майсторите                                          | Руски филм; копродукция с Trite |
| 6 ноември 2009 г.    | Коледна песен                                                  | копродукция с ImageMovers Digital |
| 25 ноември 2009 г.   | Стари кучета                                                   | копродукция с Tapestry Films |
| 11 декември 2009 г.  | Принцесата и жабокът                                           | копродукция с Walt Disney Animation Studios номинация Оскар за най-добър пълнометражен анимационен филм награда Златен глобус за най-добър анимационен филм                           |

### 2010-те години
Всички филми, вписани в списъка са театрални издания, освен ако не са посочени. Филмите са етикитрани със символ ‡, които означават, че са пуснати в стрийминг пускане чрез Disney+.
| Премиера             | Заглавие                                  | Бележки |
| -------------------- | ----------------------------------------- | --- |
| 5 март 2010 г.       | Алиса в Страната на чудесата              | копродукция с The Zanuck Company, Roth Films и Team Todd номинация Златен глобус за най-добър филм – мюзикъл или комедия |
| 22 април 2010 г.     | Океани                                    | пуснат от Disneynature копродукция с Participant Media, Pathé, Gatetee Films, Canal+, France 2 Cinéma, France 3 Cinéma, Notro Films, JMH-TSR, France Télévisions, TPS Star, Centre National de la Cinématogrpahie, Procirep и Angoa-Agicoa Movies |
| 28 май 2010 г.       | Принцът на Персия: Пясъците на времето    | копродукция с Jerry Bruckheimer Films |
| 18 юни 2010 г.       | Играта на играчките 3                     | копродукция с Pixar Animation Studios номинация Оскар за най-добър филм награда Оскар за най-добър пълнометражен анимационен филм награда Златен глобус за най-добър анимационен филм                                                             |
| 14 юли 2010 г.       | Чиракът на магьосника                     | копродукция с Jerry Bruckheimer Films, Saturn Films и Broken Road Productions |
| 13 август 2010 г.    | Приказки от Землемория                    | единствено разпространение продуциран от Studio Ghibli |
| 7 септември 2010 г.  | Аленото крило: Тайната на фламингите      | пуснат от Disneynature копродукция с Kudos Pictures, Kudos Film and Television и Natural Light Films |
| 21 септември 2010 г. | Камбанка и спасяването на феите           | копродукция с DisneyToon Studios |
| 8 октомври 2010 г.   | Секретариат – конят легенда               | копродукция с Mayhem Pictures |
| 24 ноември 2010 г.   | Рапунцел и разбойникът                    | копродукция с Walt Disney Animation Studios |
| 17 декември 2010 г.  | Трон: Заветът                             | копродукция с Sean Bailey Productions |
| 1 февруари 2011 г.   | Бевърли Хилс Чихуахуа 2                   | |
| 17 февруари 2011 г.  | Вещицата Лили: Пътуване до Мандолан *     | Немски филм |
| 11 март 2011 г.      | Майло на Марс                             | копродукция с ImageMovers Digital |
| 22 април 2011 г.     | Африкански котки                          | пуснат от Disneynature копродукция с Fothergill / Scholey Productions и Silverback Films |
| 29 април 2011 г.     | Абитуриентски бал                         | |
| 20 май 2011 г.       | Карибски пирати: В непознати води         | копродукция с Jerry Bruckheimer Films |
| 24 юни 2011 г.       | Колите 2                                  | копродукция с Pixar Animation Studios номинация Златен глобус за най-добър анимационен филм |
| 15 юли 2011 г.       | Мечо Пух                                  | копродукция с Walt Disney Animation Studios |
| 20 септември 2011 г. | Призрачни приятели ‡                      | копродукция с Key Pix Productions |
| 23 ноември 2011 г.   | Мъпетите                                  | копродукция с Mandeville Films |
| 31 януари 2012 г.    | Съкровището на малките приятели ‡         | копродукция с Key Pix Productions |
| 17 февруари 2012 г.  | Тайният свят на Ариети                    | единствено разпространение продуциран от Studio Ghibli |
| 9 март 2012 г.       | Джон Картър: Между два свята              | |
| 20 април 2012 г.     | Шимпанзе                                  | пуснат от Disneynature продуциран от Great Ape Productions |
| 22 юни 2012 г.       | Храбро сърце                              | копродукция с Pixar Animation Studios награда Оскар за най-добър пълнометражен анимационен филм награда Златен глобус за най-добър анимационен филм                                                                                               |
| 15 август 2012 г.    | Необичайният живот на Тимъти Грийн        | копродукция с Monsterfoot Productions и Scott Sanders Productions |
| 18 септември 2012 г. | Бевърли Хилс Чихуахуа 3: Вива ла фиеста ‡ | |
| 5 октомври 2012 г.   | Франкенуини                               | копродукция с Tim Burton Productions номинация [[Оскар за най-добър пълнометражен анимационен филм номинация Златен глобус за най-добър анимационен филм                                                                                          |
| 23 октомври 2012 г.  | Камбанка и тайната на крилете             | копродукция с DisneyToon Studios |
| 2 ноември 2012 г.    | Разбивачът Ралф                           | копродукция с Walt Disney Animation Studios номинация Оскар за най-добър пълнометражен анимационен филм номинация Златен глобус за най-добър анимационен филм                                                                                     |
| 8 март 2013 г.       | Оз: Великият и могъщият                   | копродукция с Roth Films и Curtis-Donen Productions |
| 16 април 2013 г.     | Крилете на живота                         | пуснат от Disneynature продуциран от Blacklight Films |
| 21 юни 2013 г.       | Университет за таласъми                   | копродукция с Pixar Animation Studios |
| 3 юли 2013 г.        | Самотният рейнджър                        | копродукция с Jerry Bruckheimer Films, Blind Wink и Infinitum Nihil |
| 9 август 2013 г.     | Самолети                                  | копродукция с DisneyToon Studios |
| 27 август 2013 г.    | Супер приятели ‡                          | копродукция с Key Pix Productions |
| 27 ноември 2013 г.   | Замръзналото кралство                     | копродукция с Walt Disney Animation Studios награда Оскар за най-добър пълнометражен анимационен филм |
| 13 декември 2013 г.  | Спасяването на мистър Банкс               | копродукция с BBC Films, Essential Media and Entertainment, Ruby Films и Hopscotch Features |
| 21 март 2014 г.      | Мъпетите 2                                | копродукция с Mandeville Films |
| 1 април 2014 г.      | Камбанка и феята пират                    | копродукция с DisneyToon Studios |
| 18 април 2014 г.     | Мечки                                     | пуснат Disneynature продуциран от Silverback Films |
| 16 май 2014 г.       | Ръка за милиони                           | копродукция с Roth Films и Mayhem Pictures |
| 30 май 2014 г.       | Господарка на злото                       | копродукция с Roth Films |
| 18 юли 2014 г.       | Самолети: Спасителен отряд                | копродукция с DisneyToon Studios |
| 10 октомври 2014 г.  | Александър и безкрайно лошият ден         | копродукция с 21 Laps Entertainment и The Jim Henson Company |
| 7 ноември 2014 г.    | Героичната шесторка                       | копродукция с Walt Disney Animation Studios награда Оскар за най-добър пълнометражен анимационен филм номинация Златен глобус за най-добър анимационен филм                                                                                       |
| 25 декември 2014 г.  | Вдън горите                               | копродукция с Lucamar Productions и Marc Platt Productions |
| 20 февруари 2015 г.  | Макфарланд                                | копродукция с Mayhem Pictures |
| 13 март 2015 г.      | Пепеляшка                                 | копродукция с Genre Films |
| 17 април 2015 г.     | Царството на маймуните                    | пуснат от Disneynature продуциран от Silverback Films |
| 22 май 2015 г.       | Утреландия                                | копродукция с A113 Productions |
| 19 юни 2015 г.       | Отвътре навън                             | копродукция с Pixar Animation Studios награда Оскар за най-добър пълнометражен анимационен филм награда Златен глобус за най-добър анимационен филм                                                                                               |
| 25 ноември 2015 г.   | Добрият динозавър                         | копродукция с Pixar Animation Studios номинация Оскар за най-добър пълнометражен анимационен филм |
| 29 януари 2016 г.    | Часът на героите                          | копродукция с Whitaker Entertainment и Red Hawk Entertainment |
| 4 март 2016 г.       | Зоотрополис                               | копродукция с Walt Disney Animation Studios награда Оскар за най-добър пълнометражен анимационен филм награда Златен глобус за най-добър анимационен филм                                                                                         |
| 15 април 2016 г.     | Книга за джунглата                        | копродукция с Fairview Entertainment |
| 6 май 2016 г.        | Тини - Голямата промяна на Виолета *      | копродукция с Gloriamundi Producciones и Lapis Films |
| 27 май 2016 г.       | Алиса в Огледалния свят                   | копродукция с Roth Films, Team Todd и Tim Burton Productions |
| 17 юни 2016 г.       | Търсенето на Дори                         | копродукция с Pixar Animation Studios |
| 1 юли 2016 г.        | Добрият великан                           | копродукция с DreamWorks Pictures, Amblin Entertainment, Reliance Entertainment, Walden Media и The Kennedy/Marshall Company |
| 12 август 2016 г.    | Драконът, моят приятел                    | копродукция с Whitaker Entertainment |
| 23 септември 2016 г. | Кралицата на Катве                        | копродукция с ESPN Films, Cine Mosaic и Mirabai Films |
| 23 ноември 2016 г.   | Смелата Ваяна                             | копродукция с Walt Disney Animation Studios номинация Оскар за най-добър пълнометражен анимационен филм номинация Златен глобус за най-добър анимационен филм                                                                                     |
| 6 декември 2016 г.   | Growing Up Wild                           | пуснат от Disneynature продуциран от Silverback Films |
| 15 февруари 2017 г.  | Императорът                               | пуснат от Disneynature продуциран от Bonne Pioche Cinéma, Paprika Films, Wild-Touch Productions, OCS, France 3 Cinéma и Hulu Originals |
| 17 март 2017 г.      | Красавицата и Звяра                       | копродукция с Mandeville Films |
| 21 април 2017 г.     | Роден в Китай                             | пуснат от Disneynature продуциран от Shanghai Media Group, Chuan Films и Brian Leith Productions |
| 26 май 2017 г.       | Карибски пирати: Отмъщението на Салазар   | копродукция с Jerry Bruckheimer Films |
| 16 юни 2017 г.       | Колите 3                                  | копродукция с Pixar Animation Studios |
| 30 юни 2017 г.       | Призракът на планините                    | пуснат от Disneynature продуциран от Netflix Original Documentaries и Brian Leith Productions |
| 29 ноември 2017 г.   | Последният богатир *                      | руски филм копродукция с Yellow, Black & White |
| 22 ноември 2017 г.   | Тайната на Коко                           | копродукция с Pixar Animation Studios награда Оскар за най-добър пълнометражен анимационен филм награда Златен глобус за най-добър анимационен филм                                                                                               |
| 27 декември 2017 г.  | Експедиция на Китай                       | пуснат от Disneynature продуциран от Netflix Original Documentaries и Brian Leith Productions |
| 9 март 2018 г.       | Гънка във времето                         | копродукция с Whitaker Entertainment |
| 15 юни 2018 г.       | Феноменалните 2                           | копродукция с Pixar Animation Studios номинация Оскар за най-добър пълнометражен анимационен филм номинация Златен глобус за най-добър анимационен филм                                                                                           |
| 3 август 2018 г.     | Историята на Кристофър Робин и Мечо Пух   | копродукция с 2DUX² |
| 2 ноември 2018 г.    | Лешникотрошачката и четирите кралства     | копродукция с The Mark Gordon Company |
| 21 ноември 2018 г.   | Ралф разбива интернета                    | копродукция с Walt Disney Animation Studios номинация Оскар за най-добър пълнометражен анимационен филм номинация Златен глобус за най-добър анимационен филм                                                                                     |
| 19 декември 2018 г.  | Мери Попинз се завръща                    | копродукция с Lucamar Productions и Marc Platt Productions номинация Златен глобус за най-добър филм – мюзикъл или комедия |
| 29 март 2019 г.      | Дъмбо                                     | копродукция с Tim Burton Productions, Infinite Detective Productions и Secret Machine Entertainment |
| 17 април 2019 г.     | Пингвини                                  | пуснат от Disneynature продуциран от Silverback Films |
| 24 май 2019 г.       | Аладин                                    | копродукция с Rideback |
| 21 юни 2019 г.       | Играта на играчките 4                     | копродукция с Pixar Animation Studios награда Оскар за най-добър пълнометражен анимационен филм номинация Златен глобус за най-добър анимационен филм                                                                                             |
| 19 юли 2019 г.       | Цар лъв                                   | копродукция с Fairview Entertainment номинация Златен глобус за най-добър анимационен филм |
| 18 октомври 2019 г.  | Господарка на злото 2                     | копродукция с Roth Films |
| 12 ноември 2019 г.   | Лейди и Скитника ‡                        | копродукция с Taylor Made разпространен от Дисни+ |
| 12 ноември 2019 г.   | Ноел ‡                                    | разпространен от Дисни+ |
| 22 ноември 2019 г.   | Замръзналото кралство 2                   | Walt Disney Animation Studios номинация Оскар за най-добър пълнометражен анимационен филм номинация Златен глобус за най-добър анимационен филм                                                                                                   |
| 20 декември 2019 г.  | Того ‡                                    | разпространен от Дисни+ |

### 2020-те години
Всички филми, вписани в списъка са театрални издания, освен ако не са посочени. Филмите са етикитрани със символ ‡, които означават, че са пуснати в стрийминг пускане чрез Disney+; символът † означава пускане на видео по поръчка чрез Disney+; символът § означава самостоятелно пускане по кината и видео по поръчка.
| Премиера             | Заглавие                                      | Бележки |
| -------------------- | --------------------------------------------- | --- |
| 7 февруари 2020 г.   | Тими Провала: Стават и грешки ‡               | копродукция с Etalon Films, Slow Pony Pictures и Whitaker Entertainment |
| 6 март 2020 г.       | Напред                                        | копродукция с Pixar Animation Studios |
| 13 март 2020 г.      | Звездно момиче ‡                              | копродукция с Gotham Group Hahnscape Entertainment |
| 3 април 2020 г.      | Рифът на делфините ‡                          | пуснат от Disneynature разпространен от Дисни+ |
| 3 април 2020 г.      | Слонът ‡                                      | пуснат от Disneynature разпространен от Дисни+ |
| 12 юни 2020 г.       | Тайната на Артемис Фоул ‡                     | копродукция с TriBeCa Productions и Marzano Films разпространен от Дисни+ |
| 3 юли 2020 г.        | Хамилтън ‡                                    | копродукция с 5000 Broadway Productions, Nevis Productions, Old 320 Sycamore Pictures и RadicalMedia разпространен от Дисни+ номинация Златен глобус за най-добър филм – мюзикъл или комедия |
| 31 юли 2020 г.       | Black Is King ‡                               | копродукция с Parkwood Entertainment |
| 14 август 2020 г.    | Вълшебната пещера ‡                           | копродукция с Team Todd разпространен от Дисни+ |
| 21 август 2020 г.    | Единственият и неповторим Айвън ‡             | копродукция с Jolie Pas Productions разпространен от Дисни+ |
| 4 септември 2020 г.  | Мулан †                                       | копродукция с Jason T. Reed Productions и Good Fear Productions разпространен от Дисни+ |
| 4 декември 2020 г.   | Добрата фея ‡                                 | копродукция с The Montecito Picture Company разпространен от Дисни+ |
| 11 декември 2020 г.  | Безопасност ‡                                 | копродукция с Mayhem Pictures и Select Films разпространен от Дисни+ |
| 25 декември 2020 г.  | За душата ‡                                   | копродукция с Pixar Animation Studios разпространен от Дисни+ награда Оскар за най-добър пълнометражен анимационен филм награда Златен глобус за най-добър анимационен филм                  |
| 1 януари 2021 г.     | Последният богатир: Коренът на злото *        | руски филм копродукция с Yellow, Black & White |
| 19 февруари 2021 г.  | Флора и Юлесийс ‡                             | копродукция с Netter Productions разпространен от Дисни+ |
| 5 март 2021 г.       | Рая и последният дракон §                     | копродукция с Walt Disney Animation Studios номинация Оскар за най-добър пълнометражен анимационен филм номинация Златен глобус за най-добър анимационен филм                                |
| 28 май 2021 г.       | Круела §                                      | копродукция с Gunn Films и Marc Platt Productions |
| 18 юни 2021 г.       | Лятното приключение на Лука ‡                 | копродукция с Pixar Animation Studios разпространен от Дисни+ номинация Оскар за най-добър пълнометражен анимационен филм номинация Златен глобус за най-добър анимационен филм              |
| 30 юли 2021 г.       | Круиз в джунглата §                           | копродукция с Davis Entertainment, Flynn Picture Company и Seven Bucks Productions |
| 24 ноември 2021 г.   | Енканто                                       | копродукция с Walt Disney Animation Studios награда Оскар за най-добър пълнометражен анимационен филм награда Златен глобус за най-добър анимационен филм                                    |
| 3 декември 2021 г.   | Дневникът на един дръндьо ‡                   | копродукция с Bardel Entertainment разпространен от Дисни+ |
| 23 декември 2021 г.  | Последният богатир: Посланикът от тъмнината * | руски филм копродукция с Disney CIS и Yellow, Black & White |
| 28 януари 2022 г.    | Ледена епоха: Приключенията на Дивия Бък ‡    | копродукция с Bardel Entertainment разпространен от Дисни+ |
| 30 януари 2022 г.    | The Beatles: Get Back – Концерт на покрива    | копродукция с Apple Corps Ltd. и WingNut Films |
| 11 март 2022 г.      | Мей Червената панда ‡                         | копродукция с Pixar Animation Studios разпространява се от Дисни+ |
| 18 март 2022 г.      | Деца на килограм ‡                            | копродукция с Khalabo Ink Society разпространен от Дисни+ |
| 1 април 2022 г.      | Betten Nate Than Ever ‡                       | копродукция с Marc Platt Productions разпространен от Дисни+ |
| 22 април 2022 г.     | Polar Bear ‡                                  | пуснат от Disneynature разпространен от Дисни+ |
| 20 май 2022 г.       | Чип и Дейл: Спасителен отряд ‡                | копродукция с Mandeville Films разпространен от Дисни+ |
| 3 юни 2022 г.        | Hollywood Stargirl ‡                          | копродукция с Gotham Group и Hahnscape Entertainment разпространен от Дисни+ |
| 17 юни 2022 г.       | Баз Светлинна година                          | копродукция с Pixar Animation Studios |
| 24 юни 2022 г.       | Rise ‡                                        | копродукция с Faliro House Productions разпространен от Дисни+ |
| 8 септември 2022 г.  | Пинокио ‡                                     | |
| 30 септември 2022 г. | Фокус-мокус 2 ‡                               | копродукция с David Kirschner Productions разпространен от Дисни+ |
| 18 ноември 2022 г.   | Disenchanted ‡                                | копродукция с Right Coast Productions, Josephson Entertainment и Andalasia Productions разпространен от Дисни+                                                                               |
| 23 ноември 2022 г.   | Чуден свят                                    | копродукция с Walt Disney Animation Studios |
| 2 декември 2022 г.   | Diary of a Wimpy Kid: Rodrick Rüles ‡         | копродукция с Bardel Entertainment разпространен от Дисни+ |
| 9 декември 2022 г.   | Night at the Museum: Kahmunrah Rises Again ‡  | копродукция с 21 Laps Entertainment, Alibaba Pictures и Atomic Cartoons разпространен от Дисни+ последният филм, който използва логото през 2006 г.                                          |
| 10 март 2023 г.      | Chang Can Dunk ‡                              | копродукция с Hillman Grad Productions и Makeready разпространен от Дисни+ |
| 28 април 2023 г.     | Питър Пан и Уенди ‡                           | копродукция с Whitaker Entertainment и Roth/Kirschenbaum Films разпространен от Дисни+ |
| 12 май 2023 г.       | Crater ‡                                      | копродукция с 21 Laps Entertainment; разпространява се от Дисни+ |
| 26 май 2023 г.       | Малката русалка                               | копродукция с Lucamar Productions, Marc Platt Productions и 5000 Broadway Productions |
| 16 юни 2023 г.       | Стихии                                        | копродукция с Pixar Animation Studios |
| 23 юни 2023 г.       | World's Best ‡                                | разпространен от Disney+ |
| 30 юни 2023 г.       | Индиана Джоунс и реликвата на съдбата         | копродукция с Lucasfilm |
| 28 юли 2023 г.       | Привидения в къщата                           | копродукция с Rideback |
| 17 ноември 2023 г.   | Dashing Through the Snow ‡                    | копродукция с Will Packer Productions и Smart Entertainment разпространява се от Дисни+ |
| 22 ноември 2023 г.   | Желание                                       | копродукция с Walt Disney Animation Studios |
| 8 декември 2023 г.   | Diary of a Wimpy Kid Christmas: Cabin Fever ‡ | копродукция с Bardel Entertainment разпространява се от Дисни+ |
| 31 май 2024 г.       | Младата жена и морето                         | копродукция с Jerry Bruckheimer Films |
| 14 юни 2024 г.       | Отвътре навън 2                               | копродукция с Pixar Animation Studios |
| 27 ноември 2024 г.   | Смелата Ваяна 2                               | копродукция с Walt Disney Animation Studios |
| 20 декември 2024 г.  | Муфаса: Цар лъв                               | копродукция с Pastel Productions |
| 21 март 2025 г.      | Снежанка                                      | копродукция с Marc Platt Productions |

## Предстоящи
| Премиера            | Заглавие                                                            | Бележки                                                                                   |
| ------------------- | ------------------------------------------------------------------- | ----------------------------------------------------------------------------------------- |
| 28 март 2025 г.     | Alexander and the Terrible, Horrible, No Good, Very Bad Road Trip ‡ | копродукция с 21 Laps Entertainment и The Jim Henson Company; разпространява се от Дисни+ |
| 23 май 2025 г.      | Лило и Стич                                                         | копродукция с Райдбак                                                                     |
| 13 юни 2025 г.      | Елио от Земята                                                      | копродукция с Pixar Animation Studios                                                     |
| 8 август 2025 г.    | По-шантав петък                                                     | копродукция с Gunn Films                                                                  |
| 10 октомври 2025 г. | Трон: Арес                                                          | копродукция с Paradox                                                                     |
| 26 ноември 2025 г.  | Зоотрополис 2                                                       | копродукция с Pixar Animation Studios                                                     |
| 6 март 2026 г.      | Hoppers                                                             | копродукция с Pixar Animation Studios                                                     |
| 19 юни 2026 г.      | Играта на играчките 5                                               | копродукция с Pixar Animation Studios                                                     |
| 10 юли 2026 г.      | Смелата Ваяна                                                       | копродукция с Seven Bucks Productions и Flynn Picture Co.                                 |
| 24 ноември 2027 г.  | Замръзналото кралство 3                                             | копродукция с Walt Disney Animation Studios                                               |